# Flatida coccinea
Flatida coccinea är en insektsart som först beskrevs av Auber 1955.  Flatida coccinea ingår i släktet Flatida och familjen Flatidae. Inga underarter finns listade i Catalogue of Life.